# Лагода Петро
Петро Лагода (псевдо: «Громовий»; 25 травня 1912, с. Гута, Сокальський район, Львівська область — 1993, с. Забужжя, Сокальський район, Львівська область ) — український військовик, хорунжий УПА, командир сотень «Ведмідь» та «Жубри II» в ТВ-14 «Асфальт», Вовки-1 в ТВ-28 «Данилів».

## Життєпис
Народився  25 травня 1912 року в  селі  Шмітків  Грубешівського  повіту (тепер  село Гута, Сокальський район, Львівська область) в сім’ї Василя та Анни.
З 1932 по 1933 рік служив у польській армії.
З 1933 року член ОУН. У 1938 році заарештований польською владою за участь у організації, утримувався у концтаборі Береза Картузька.
У вересні 1939 року повернувся до рідного села. 
В УПА з 1942 року. Організаційно-мобілізаційний референт Сокальської округи (кін. 1943–2.06.1944), організатор кількох сотень УПА, к-р сотні (04–05.1944), к-р сотні “Ведмідь”
(05–07.1944), к-р сотні “Жубри ІІ” (10.1944–весна 1945). Переведений у ВО-6 «Сян». Старший булавний (15.04.1945), хорунжий (22.01.1946). В 1946 році став сотенним Вовки-1, яке діяло на Холмщині, у 1946-1947 роках - командир ТВ-28 «Данилів».
Учасник спільної опреації УПА та ВіН на місто Грубешів у 1946 році. 
Під час рейду через Чехословаччину попав у полон та був переданий польській комуністичній владі. Засуджений до смертної кари, але згодом помилуваний. Відбував ув'язнення в Іркутську (СРСР). 
Після звільнення переданий знову Польщі. Проживав  у  селі  Сілєц  Ольштинського  воєводства,  що біля  Кентчина. Після проголошення Незалежності повернувся до України, казав що: 
| Я вже можу помирати, тому що Україна, за яку я боровся і про яку я мріяв, є. |
Помер в 1993 році та з почестями похоронений в селі Забужжя.